# Tachina taenionota
Tachina taenionota là một loài ruồi trong họ Tachinidae.